# روبرت إستين
روبرت إستين (1503 - 7 سبتمبر 1559) هو مثقف ورائد في الطباعة إنجليزي عاش في باريس في القرن السادس عشر. عرف باللاتينية باسم روبيرتوس ستيفانوس كما عرف بالإنكليزية بروبير ستيفنس. ولد كاثوليكيا لكنه تحول إلى البروتستانتية وهو أول من طبع الإنجيل وقسمه إلى أسفار مرقمة.

## روابط خارجية
- روبرت إستين على موقع الموسوعة البريطانية (الإنجليزية)